# Karl Ernst Augustin von Zaluze
Karl Ernst Augustin Edler von Zaluze, avstrijski general, * 10. junij 1859, † ?.

## Življenjepis
Med prvo svetovno vojno je bil nazadnje poveljnik 37. pehotne brigade.
12. junija (diploma je bila izdana 15. decembra) 1917 je bil povzdignjen v plemstvo z nazivom Edler von Zaluze.
Upokojen je bil 1. januarja 1919.

## Pregled vojaške kariere
Napredovanja
- generalmajor: 1. avgust 1917 (z dnem 19. avgustom 1917)